# Jorge Gallardo Lozada
Jorge Gallardo Lozada (* 1934 in Sucre) ist ein bolivianischer Schriftsteller und ehemaliger Politiker.

## Leben
Jorge Gallardo Lozada war von 7. Oktober 1970 bis 21. August 1971 Innenminister im Kabinett von Juan Torres Gonzáles.
Die Regierung von Juan Torres Gonzáles verstaatlichte die Gulf Oil in Bolivien. Jorge Gallardo Lozada ging unter dem Regime von Hugo Banzer Suárez nach Santiago de Chile ins Exil. Jorge Gallardo Lozada, behauptet Ernest Victor Siracusa sei ein hochrangiger Mitarbeiter der Central Intelligence Agency gewesen und hätte Juan Torres Gonzáles Kredite und andere Vorteile angeboten, falls er seine Politik ändern würde.
In seinem Buch De Torres a Bánzer berichtete er über Waffen, Verteidigung des Regimes von Hugo Banzer Suárez und Details eines transnationalen Abkommens. Im November 1973 wurde er aus seiner Wohnung in Santiago de Chile von vier bewaffneten Männer, von welchen zwei Armeeuniformen trugen entführt.
Er wurde zuerst nach Bolivien und später nach Argentinien verschleppt. Die Entführung fand in einer Zeit satt, als der gesamte Flugverkehr streng von der Junta von Augusto Pinochet kontrolliert wurde.
In einem Interview, das er im März 1996 in La Paz gab, behauptete er, dass ihm bekannt war, dass Hugo Banzer Suárez eine Militärdelegation nach Chile gesandt hatte. Diese erfüllte eine Reihe von Vereinbarungen, einschließlich der Lieferung von Blutkonserven bolivianischen Soldaten für die Diktatur von Augusto Pinochet. An den Vorbereitungen zu seiner Entführung sei der bolivianische Konsul in Santiago de Chile beteiligt gewesen.

## Werk
- De Torres a Bánzer: diez meses de emergencái en Bolivia (1972)
- La nación posteagda (1984)
- Retorno del silenciao, 1999[4]

| Vorgänger                 | Amt                                                            | Nachfolger         |
| ------------------------- | -------------------------------------------------------------- | ------------------ |
| Antonio Arguedas Mendieta | Innenminister von Bolivien 7. Oktober 1970 bis 21. August 1971 | Andrés Selich Chop |